# IF Trion
Der IF Trion ist ein schwedischer Fußballverein aus Spjutsbygd. Der Klub ist für seine Frauenfußballmannschaft bekannt, die zeitweise in der Damallsvenskan antrat.

## Geschichte
Der IF Trion entstand 1935 aus der Zusammenlegung der drei Vereine IF Dacke, Spjutsbygds AIS und IF Fenix. Der Verein bot als Sportarten Fußball, Leichtathletik und Orientierungslauf an. 1938 nahm die Fußballmannschaft erstmals am Ligebetrieb teil, zunächst stand jedoch Leichtathletik im Vordergrund. 

### Männerfußball
1958 gelang der Fußballmannschaft erstmals der Aufstieg in die Viertklassigkeit. Auf Anhieb etablierte sie sich im vorderen Bereich und schaffte 1961 den Sprung in die drittklassige Division 3 Sydöstra Götaland. Im ersten Jahr gelang der Klassenerhalt, 1963 belegte der Klub jedoch den letzten Platz. In den folgenden Jahren setzte er sich im Mittelfeld der vierten Liga fest, geriet aber gegen Ende der 1960er Jahre zunehmend in Abstiegsgefahr. 1972 stieg er auch aus der Division 4 Blekinge ab.
Nach dem Wiederaufstieg 1975 gehörte IF Trion erneut zu den Stammmannschaften in der vierten Liga. Zu Beginn der 1980er Jahre spielte der Klub um die Rückkehr in die dritte Liga, die 1983 als Staffelsieger bewerkstelligt wurde. Dort verpasste die Mannschaft den Klassenerhalt, konnte aber als Staffelsieger direkt erneut aufsteigen. Im folgenden Jahr überstand der Klub eine Ligareform in der dritten Liga. 1988 stieg die Mannschaft nach drei Saisonsiegen erneut ab. In den folgenden Jahren bis in die Siebtklassigkeit durchgereicht verschwand sie aus dem höherklassigen Fußball. 

### Frauenfußball
1978 entstand bei IF Trion eine Frauenfußballabteilung. Nachdem die Mannschaft zunächst viertklassig antrat, gelang bis 1983 der Aufstieg in die zweitklassige Division 2. Hier etablierte sie sich, ehe sie nach Einführung der Damallsvenskan 1988 in die Drittklassigkeit zurückgestuft wurde.
Am Ende der Drittliga-Spielzeit 1997 gelang IF Trion erneut der Sprung in die zweite Liga. Obwohl mehrfach talentierte Spielerinnen von Erstligamannschaften abgeworben wurden, setzte sich der Klub im Lauf der Zeit im vorderen Ligabereich fest. 2001 gelang als Staffelsieger erstmals der Aufstieg in die Damallsvenskan. Im ersten Jahr in der schwedischen Eliteserie belegte der Liganeuling den achten Tabellenplatz. In der Spielzeit 2003 gelangen jedoch nur zwei Saisonsiege, so dass die Mannschaft als Tabellenletzte gemeinsam mit der Frauenmannschaft von Östers IF wieder absteigen musste. 
Nach dem Abstieg konnte IF Trion das Niveau nicht halten. In den folgenden Jahren wurde die Mannschaft, die zeitweise im Spielbetrieb pausierte, bis in die Fünftklassigkeit durchgereicht und trat später nur noch im 7er-Fußball an.